# Синя бухта

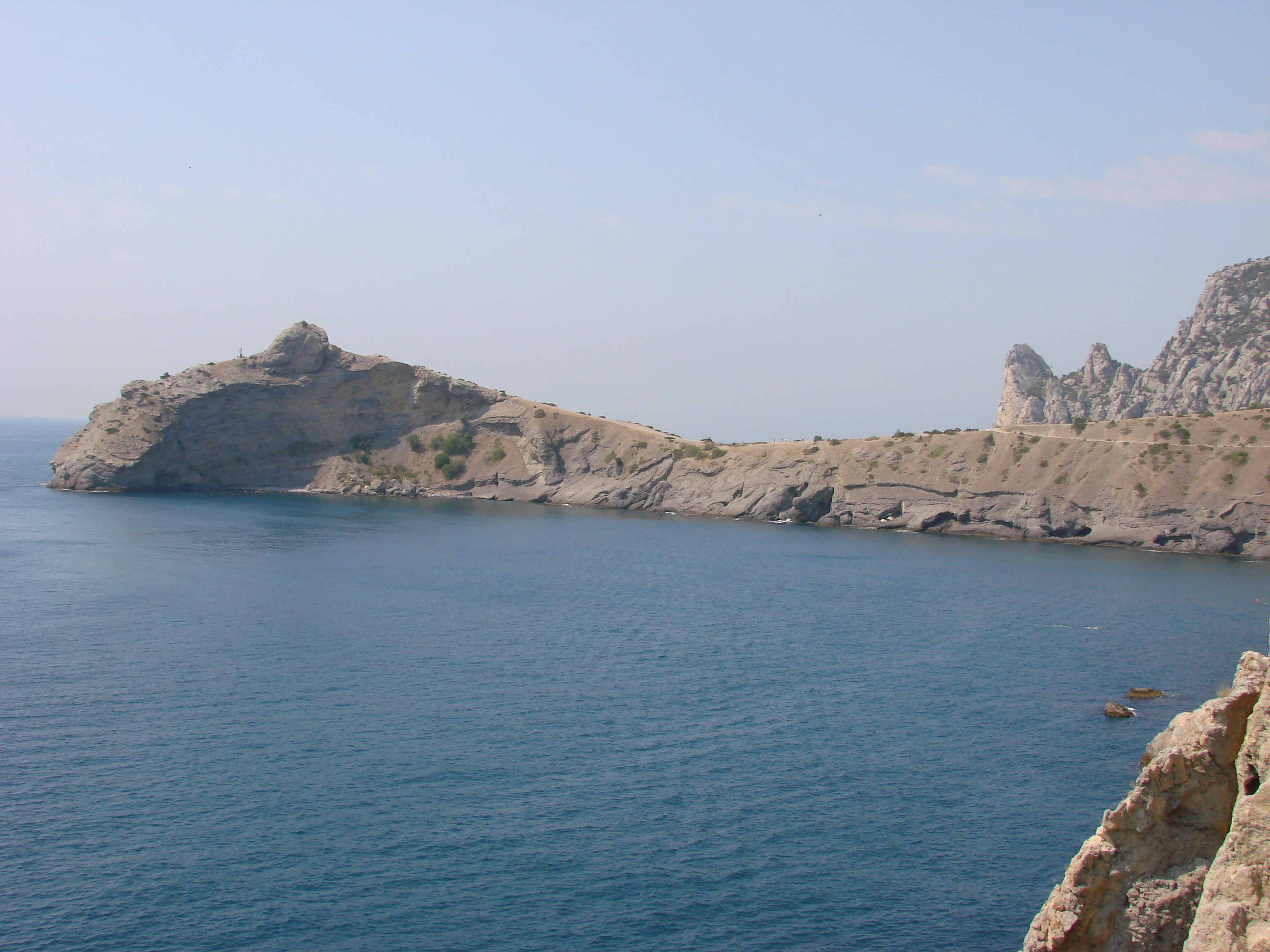
Мис Капчик і Синя бухта.

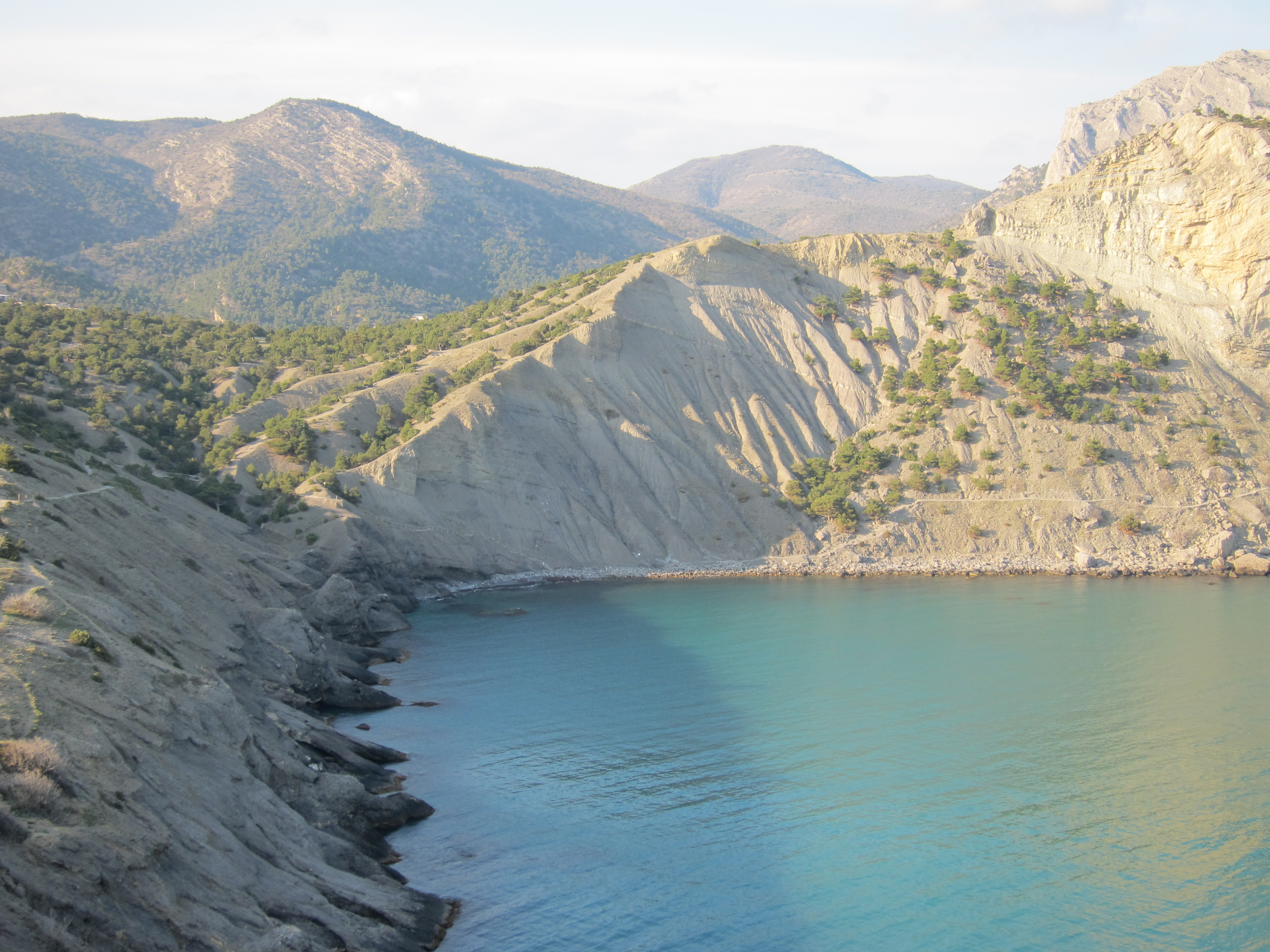
Синя бухта

Синя бухта, Розбійницька бухта — бухта в н.п. Новий Світ (Судак). Розташована на захід від Зеленої бухти і на схід від Блакитної бухти. Обрамлена мисами Капчик і Чікенин. За переказами цю бухту нібито використовували розбійники й контрабандисти.

## Галерея

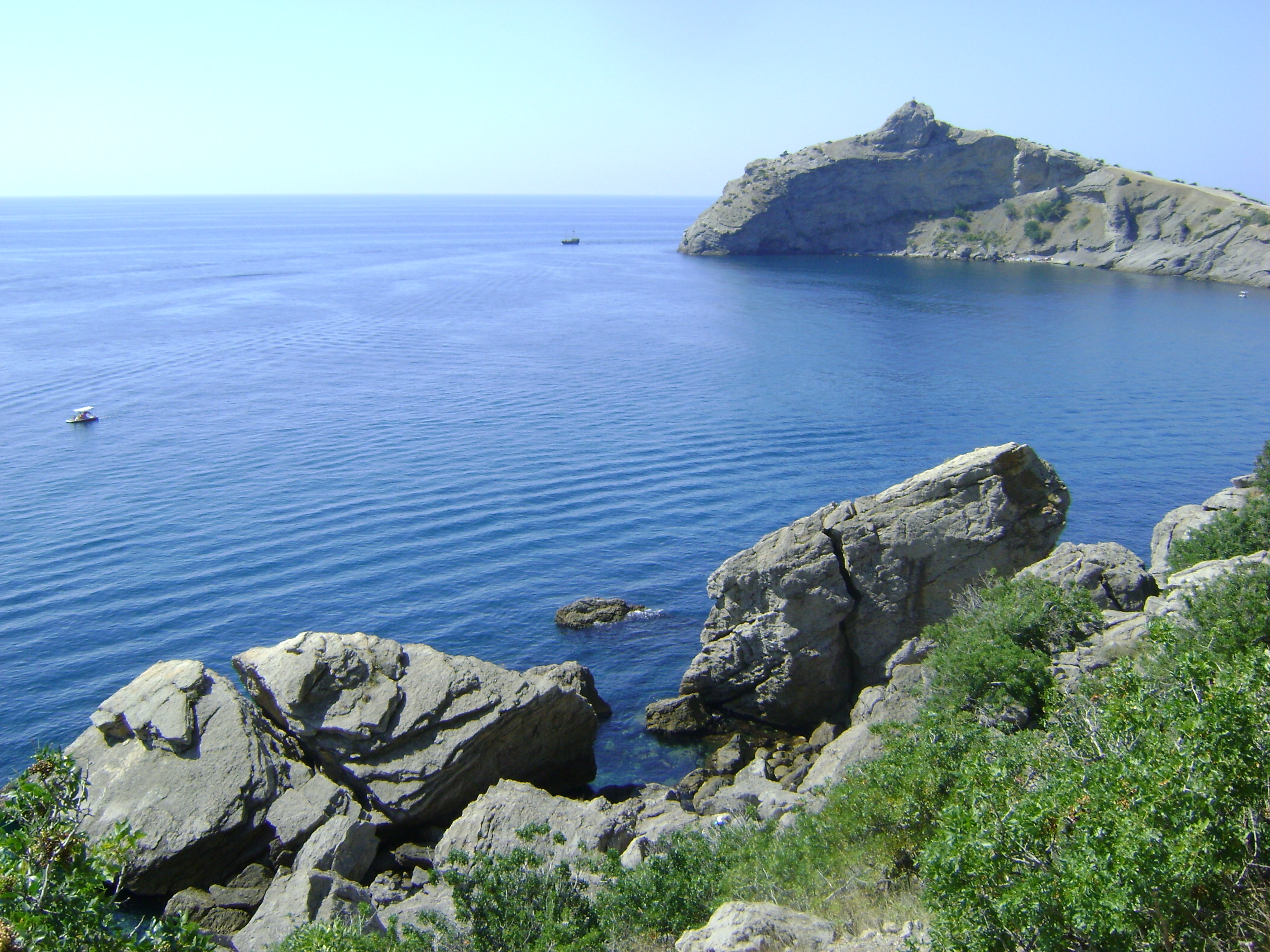
Синя бухта. Стежка Голіцина. Судак. Крим.Вид на Синю бухту зі стежки Голіцина.
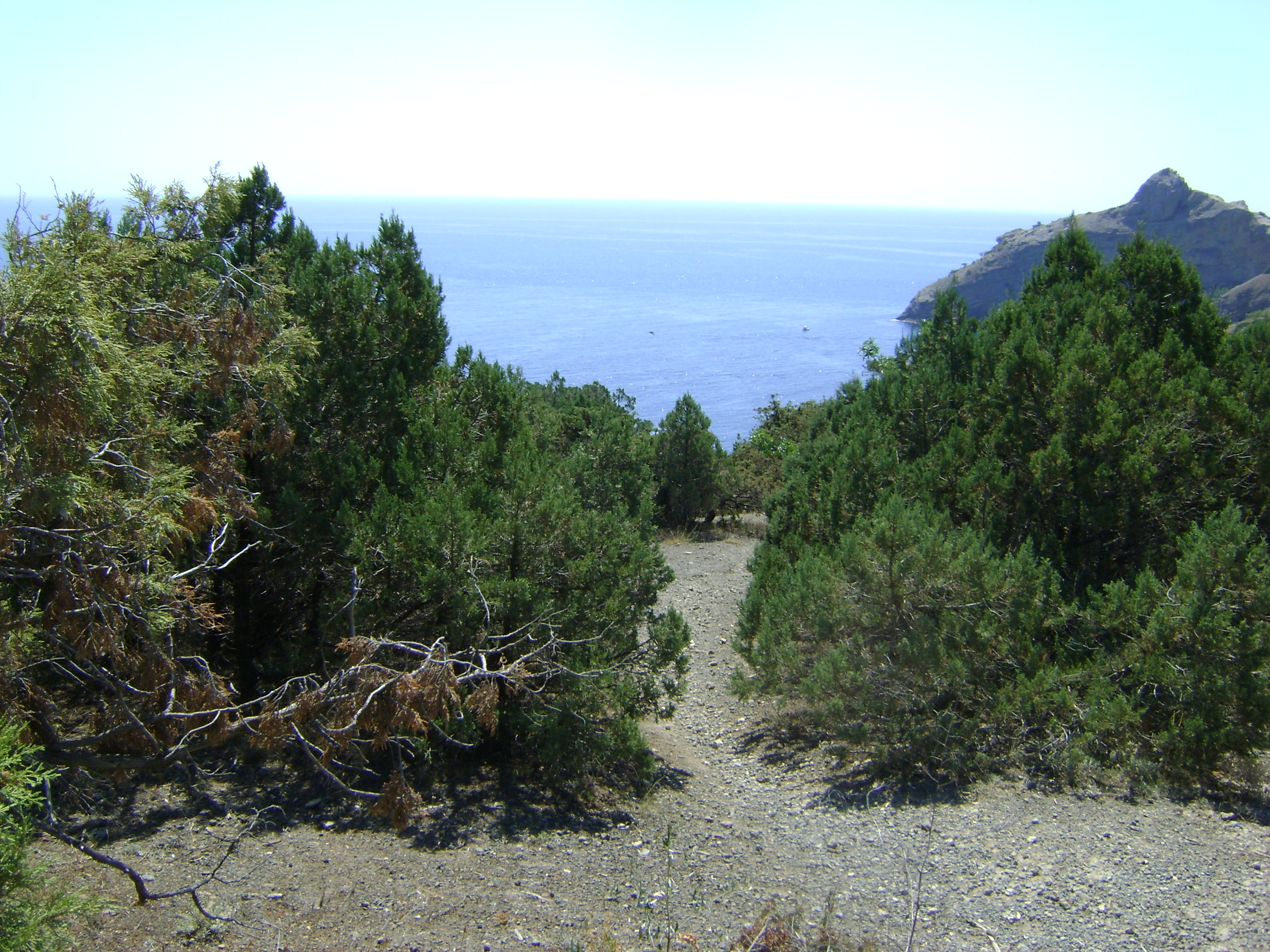
Ялівцевий гай над Синьою бухтою.